# Wasilisino (przystanek kolejowy)
Wasilisino (ros. Василисино) – przystanek kolejowy w miejscowości Wasilisino, w rejonie gagarińskim, w obwodzie smoleńskim, w Rosji. Położony jest na linii Moskwa – Mińsk – Brześć.

## Historia
Dawniej stacja kolejowa. Przebudowana do przystanku w XXI w..